# 臨夏話
臨夏話是临夏市周边地区（不含康樂縣、積石山與東鄉族自治縣）的汉语共同语。临夏市为古河州治所，临夏话也称河州话。不过一般认为河州话分布范围更广，除了包括临夏回族自治州以外，也分布在周边的甘南藏族自治州及青海的循化撒拉族自治县、黄南藏族自治州的部分地区。河湟话就是大河州话，临夏话是河湟话的代表。
临夏话采用汉语的语音、词汇系统，语法以 SOV 语序为主，但兼有 SVO 语序，有格标记、复数标记、副动词标记等。